# Germán Denis
Germán Gustavo Denis (* 10. September 1981 in Remedios de Escalada, Buenos Aires) ist ein argentinischer ehemaliger Fußballspieler auf der Position des Stürmers.

## Karriere
Er begann seine Karriere im Jahr 1997 beim argentinischen Drittligisten Talleres de Remedios de Escalada. Im Jahr 2000 wechselte er zum Club Atlético Los Andes in Lomas de Zamora, der in seiner ersten Saison abstieg. Denis verblieb allerdings bei dem Verein, bis er ein Angebot vom italienischen Serie-B-Klub AC Cesena annahm. 2003 kehrte er nach Argentinien zurück, zum Erstligisten Arsenal de Sarandí, der von Jorge Burruchaga trainiert wurde. Er spielte dort zwei Jahre, bis er schließlich zum CA Colón wechselte. Im Sommer 2006 folgte er seinem ehemaligen Trainer bei Arsenal, Jorge Burruchaga, zu Independiente, wo ihm unter seiner Regie der endgültige Durchbruch gelingen sollte.
Im Jahre 2008 wurde er vom SSC Neapel für rund neun Millionen Euro verpflichtet. Im August 2010 wurde er in einem Teilhabe-Geschäft zum Ligakonkurrenten Udinese Calcio abgegeben, der SSC Neapel besitzt weiterhin 50 Prozent seiner Transferrechte.
Im August 2011 wurde er an Atalanta Bergamo verliehen, wo er eine starke Saison spielte und in 33 Spielen 16 Treffer erzielen konnte. Er blieb bis 2016 in Bergamo, spielte in drei Jahren für drei Vereine seines Heimatlandes, dann drei Spielzeiten in Reggina, wechselte mit 41 Jahren in die vierte Liga und schloss seine Karriere mit einem Einmonatsvertrag für zwei Spiele der Champions-League-Qualifikation für den san-marinesischen Club SP La Fiorita ab.